# Mont Raymond Rallier du Baty
Le mont Raymond Rallier du Baty est une montagne des îles Kerguelen dans les Terres australes et antarctiques françaises. Il est situé dans le massif Rallier du Baty sur la péninsule Rallier du Baty et culmine à 1 166 m d'altitude.

## Géographie
Le mont est situé au sud du glacier Jean Brunhes dans le massif Rallier du Baty.

## Histoire
Le mont Raymond Rallier du Baty a été identifié pour la première fois par le glaciologue Albert Bauer lors d'une reconnaissance menée vers le glacier Cook en 1961-1962. Il fait référence à Raymond Rallier du Baty qui, avec son frère Henri Rallier du Baty, a longuement exploré l'archipel à deux reprises entre 1908 et 1914 afin d'en établir les cartes. Le mont Henri Rallier du Baty situé à proximité – et constituant le point culminant du massif Rallier du Baty à 1 262 m – honore quant à lui la mémoire du frère, mort pour la France en 1916.